# Baile an Fheirtéaraigh
Baile an Fheirtéaraigh (Engels: Ballyferriter) is een plaats in het Ierse graafschap Kerry. De plaats bevindt zich in de Gaeltacht.